# MetArt
MetArt és un lloc web softcore en línia des de l'any de 1999. Propietat de HLP General Partners Incorporated amb seu a Santa Monica, Califòrnia, Estats Units. La web presenta una col·lecció de fotografies de naturalesa eròtica de dones nues. Al maig de 2007, es trobava entre els 300 llocs web més visitats d'acord a dades proporcionades per Alexa Internet.

## Contingut
Les lletres "MET", provenen de la sigla en anglès Most Erotic Teens (en català: les Adolescents Més Eròtiques). El lloc presenta de manera exclusiva softcore, i no alberga imatges o il·lustracions d'actes de penetració, masturbació o altres activitats sexuals.
Models com ara Ariel Rebel, Eugenia Diordiychuk, Natasha Udovenko,Marketa Stroblova, Jana Miartusova, Nikola Jirásková i Mia Sollis, entre unes altres, han participat de la publicació.
De manera tradicional MetArt produeix imatges que aparenten ser portades de revistes per a cadascuna de les galeries dins del lloc. A més ofereix compendis de fotografies i pel·lícules en format DVD. MetArt allotja produccions originals de gran quantitat de fotògrafs reconeguts de diversos països del món, alguns d'ells provinents de Rússia, Ucraïna, la República Txeca, Austràlia i de diversos països d'Amèrica. És un dels llocs pioners a proveir de vídeos de contingut eròtic en alta definició (1920x1080) i recentment va agregar també vídeos en definició 4K.
El 30 d'abril de 2009 es va publicar l'últim lliurament del butlletí setmanal del lloc anomenat MET Mag. Aquest butlletí podia consultar-se de manera gratuïta en el lloc o per correu electrònic des del 15 de març de 2009.

## Reconeixements
| Any  | Premi       | Categoria                            | Resultat  |
| ---- | ----------- | ------------------------------------ | --------- |
| 2019 | Premis XBIZ | Nude Photography                     | Guanyador |
| 2018 | Premis XBIZ | Nude Photography                     | Guanyador |
| 2016 | Premi AVN   | Best Glamur Website                  | Nominat   |
| 2015 | Premis XBIZ | Adult Site of the Year - Photography | Guanyador |
| 2014 | Premi AVN   | Best Glamur Website                  | Nominat   |
| 2011 | Premis XBIZ | Només Girl Site of the Year          | Guanyador |